# كريستال ماري فلمنج
كريستال ماري فلمنج (بالإنجليزية: Crystal Marie Fleming)‏ هي عالمة اجتماع أمريكية، ولدت في 28 نوفمبر 1981 في تشاتانوغا في الولايات المتحدة.

## وصلات خارجية
- الموقع الرسمي